# Centro de atividade estudantil

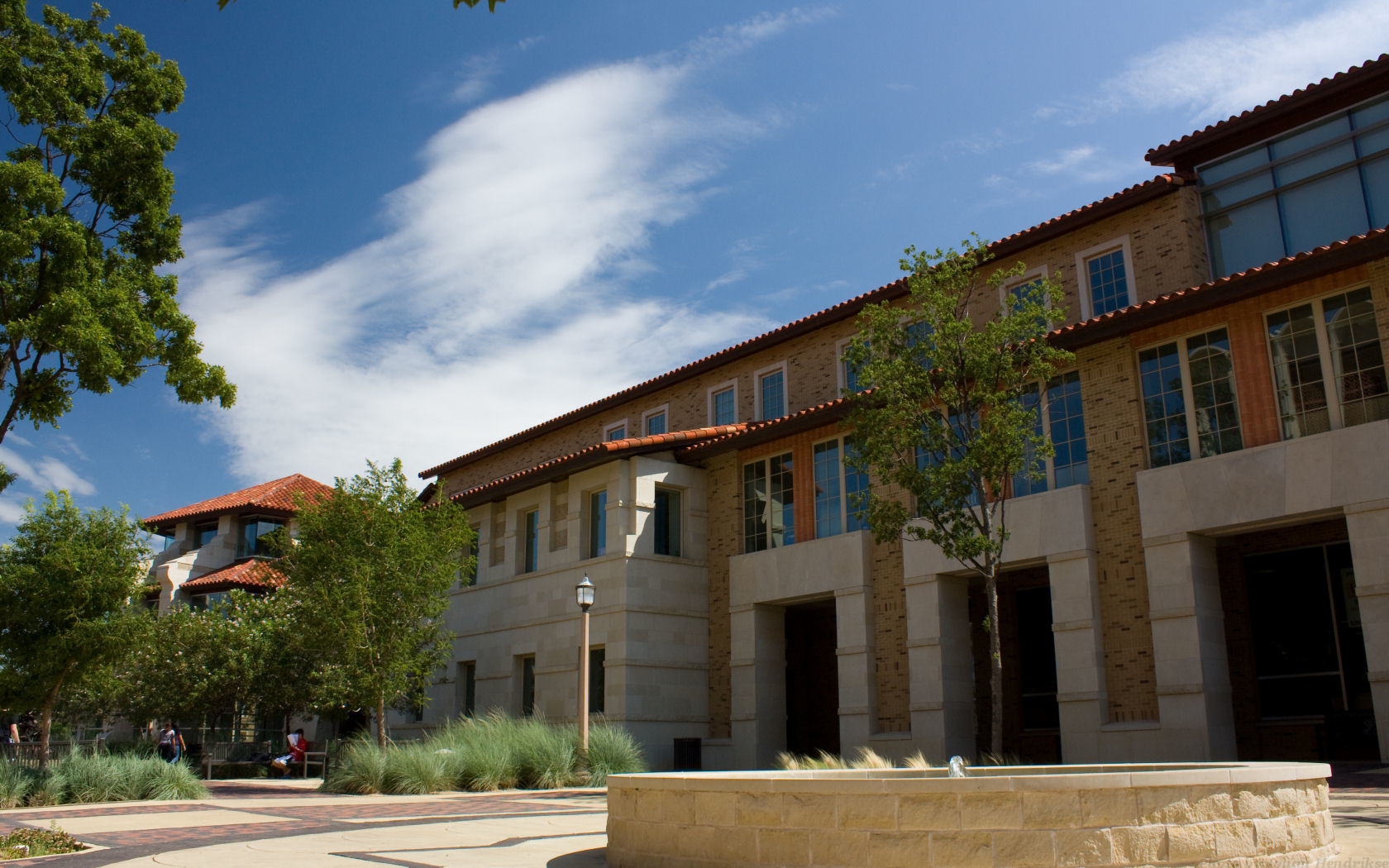
Centro de atividade estudantil da Universidade Texas Tech, em Lubbock, Texas.

Um centro de atividade estudantil é um prédio ou facilidade em uma universidade ou faculdade, que é voltada para o fornecimento de recreação e socialização estudantil. O primeiro centro estudantil nos Estados Unidos foi o Houston Hall, na Universidade de Pensilvânia, inaugurado em 2 de janeiro de 1896, e que está em atividade até os dias atuais.